# Bohemon III d'Antioquia
Bohemon III d'Antioquia (1144–1201), també conegut com el Tartamut, fou príncep d' Antioquia del 1163 a la seva mort. Era fill de Constança d'Antioquia del seu primer marit Ramon de Poitiers.

## Joventut

El regne de Jerusalem a mitjan.

Bohemon pare va morir en la batalla d'Inab el 1149, i la seva mare va governar com a regent fins que va ser prou gran per governar. Constança, però, es va casar en segones noces amb Reinald de Châtillon, que va governar com a príncep d'Antioquia fins que fou agafat captiu el 1160 i morí empresonat a Alep el 1176. Mentrestant el rei de Jerusalem nomenà com a regent al patriarca Eimeric. Bohemon va arribar el 1162 a la majoria d'edat legal per la successió, però Constança va rebutjar cedir-li el govern; Balduí III de Jerusalem va intervenir i va declarar Bohemon governant del principat. El 1163 Constança va demanar ajut a l'emperador Manuel I Comnè per tal de mantenir-ne el control; els ciutadans d'Antioquia llavors es van revoltar amb el suport de Toros II, rei d'Armènia Menor i ella es va haver d'exiliar. Va morir més tard en aquell mateix any, fer que permeté Bohemon agafar ple control del govern.

Principat d'Antioquia, 1135.

## Príncep d'Antioquia
El 1163, Nur al-Din Mahmud assetjà el castell de Crak dels Cavallers, situat en el Comtat de Trípoli i el comte Ramon III demanà la col·laboració de Bohemon per fer fora l'enemic comú. Bohemon arribà acompanyat de Constantí Kalamanos, governador romà d'Orient de Cilícia, i entre tots derrotaren els musulmans en la batalla d'al-Buqaia. El 1164, Bohemon i Ramon III van tornar a lluitar junts per ajudar a fer aixecar el setge a què Nur al-Din Mahmud sotmetia Harenc, però quan Nur al-Din va retrocedir, Bohemon va dirigir una carrega contra ell. Va seguir una batalla (batalla de Harim) que fou un desastre i ambdós, Bohemon i Ramon, van ser agafats presoners. El rei Amalric I de Jerusalem va avançar la tornada d'Egipte, interrompent els plans d'invasió, per agafar el control de la regència d'Antioquia; Bohemon va ser alliberat mitjançant un gran rescat (150,000 dinars), el 1165, amb la intervenció d'Amalric i l'emperador romà d'Orient Manuel I Comnè, el seu nominal sobirà; Manuel era també el seu cunyat, ja que estava casat amb la germana de Bohemon, Maria d'Antioquia. Nur al-Din fou sempre temorós d'una intervenció romana d'Orient a Síria, cosa que podria explicar el ràpid alliberament de Bohemon. Aquest, ja lliure, va visitar a Manuel a Constantinoble, on va acordar restablir un patriarca ortodox grec a Antioquia, Atanasi II. El patriarca llatí, Eimeric de Llemotges, va protestar i va imposar un interdicte a la ciutat. No va retornar fins que Atanasi va morir el 1170.
El 1166 el futur emperador Andrònic Comnè, llavors governador de Cilícia, va arribar a Antioquia, havent-se sentit atret per la bellesa de Felipa, la germana de Bohemon. El seu afer subsegüent va enfurir ambdós, Bohemon i Manuel, ja que Felipa era la germana de la muller de Manuel i per això la relació va ser considerada incestuosa per l'església. Andrònic va ser forçat a fugir a Jerusalem, on també va seduir la reina Teodora Comnena, una parenta fins i tot més propera.
El 1172 Bohemon va envair el Regne d'Armènia Menor, en resposta a l'aliança del sobirà Mleh amb Nur al-Din. El 1177, juntament amb Ramon III i Felip I d'Alsàcia, després comte de Flandes, que havia arribat en pelegrinatge, Bohemon va assetjar Harenc, però no la va poder conquerir i el setge va ser abandonat.
El 1180 Bohemon i Ramon van intentar intervenir en el Regne de Jerusalem, el qual era governat pel seu parent Balduí IV, un leprós. Com que Balduí no podria tenir cap hereu, era vital que la seva germana Sibil·la fos casada a un candidat adequat per la reialesa. Després de la mort del seu primer marit, Guillem de Montferrat, comte de Jaffa, Balduí havia estat intentant negociar un altre matrimoni per la princesa. Ramon i Bohemon, ambdós cosins germans de Balduí i Sibil·la, van portar les seves forces al regne amb la intenció de casar-la amb un dels seus seguidors, Balduí d'Ibelin, però el rei pretenia casar-la amb Guiu de Lusignan.

## Excomunió
Per aquell temps, Bohemon va deixar la seva muller Teodora Comnena, una neboda de l'emperador recentment difunt, Manuel, i es va casar amb una dona anomenada Sibil·la, que tenia reputació de practicar arts diabòliques, segons Guillem de Tir. El cronista Alí ibn al-Athir diu d'aquesta dona que era una espia que mantenia correspondència amb Saladí. En saber-ho, el papa Alexandre III l'excomunicà, i també la ciutat d'Antioquia, però "a això...va prestar poca atenció. Al contrari, va continuar en el seu camí malvat amb redoblada energia." Bohemon va empresonar el patriarca Eimeric i altres bisbes i va expropiar les seves esglésies. L'oposició a Bohemon va ser dirigida per Reinald Masoir. El patriarca Heracli de Jerusalem va ser enviat el 1181 a fer de mediador, amb Reinald de Châtillon, Ramon III de Trípoli, Arnau de Torroja, i Roger de Moulins, però Bohemon va rebutjar tota solució, i va expulsar els negociadors i alguns dels seus nobles.

## Pèrdua de Jerusalem
El 1183 Antioquia va ser assetjada per Saladí, amb qui Bohemon llavors negociava un tractat de pau. Va vendre Tars a Rubèn III d'Armènia, per tal de fer Antioquia més fàcilment defensable. Mentrestant, a Jerusalem, Balduí IV esdevenia més i més incapacitat, i Ramon III va coronar al fill de Sibil·la del seu primer matrimoni, Balduí V, com a co-rei. En això va rebre el suport dels nobles, incloent Bohemon. Tanmateix, Balduí IV va morir el 1185 i Balduí V va morir encara infant molt poc després. Bohemon, Ramon, i el nobles no van poder llavors impedir a Guiu i a Sibil·la d'accedir al tron el 1186. Balduí d'Ibelin no volgué reconèixer Guiu com a rei i s'exilià al Comtat d'Antioquia, on Bohemon l'acollí i li dona un feu.
El regnat de Guiu fou desastrós. L'exèrcit del Regne de Jerusalem fou totalment destruït per Saladí en la batalla de Hattin el 1187; Bohemon no hi va ser present, però el seu fill Ramon era a la vanguarda i va fugir amb Ramon III de Trípoli. Saladí va envair Antioquia després, però Bohemon fou capaç de defensar el seu territori amb ajuda d'una flota siciliana. Ramon de Trípoli va morir poc després de la batalla de Hattin, havent nomenat a Ramon, fill gran de Bohemon III d'Antioquia, com el seu successor, però Bohemon al cap d'un temps va decidir ignorar aquesta voluntat, va cridar al seu fill Ramon a Antioquia i li feu deixar Trípoli al seu germà, Bohemon I de Trípoli, (després Bohemon IV d'Antioquia) com a comte.

## Darrers anys i mort

La Mediterrània oriental a l'inici de la Tercera Croada, el 1190.

El 1190 Bohemon va trobar els romanents del contingent alemany que arribava en la Tercera Croada; Frederic I del Sacre Imperi Romanogermànic, havia mort pel camí i algunes de les seves restes van ser enterrades a Antioquia. Va tenir poca intervenció en la croada, preferint quedar neutre i evitar provocar a Saladí. El 1194 Bohemon va ser capturat per Lleó II d'Armènia. Lleó va conquerir el castell de Bagras, a la frontera del nord d'Antioquia el qual havia estat capturat per Saladí el 1189. Bohemon I i els cavallers templers, els seus propietaris originals, van reclamar el retorn de la possessió. Lleó va atreure Bohemon a Bagras sota pretext de negociacions, i el va capturar i empresonar a Sis. Sota coacció, Bohemon va ser obligat a cedir el principat a Lleó. Bohemon fou subsegüentment alliberat a través de la mediació d'Enric II de Xampanya, rei de Jerusalem, però va ser forçat a abandonar totes les reclamacions a la sobirania d'Armènia. A més a més, els dos van formar una aliança familiar el 1195: el fill de Bohemon, Ramon (Ramon IV de Trípoli 1187-1189, hereu d'Antioquia), es va casar amb Alícia d'Armènia, la filla de Rubèn III, germà de Lleó. Ramon va premorir al seu pare en dos anys.
Bohemon va morir el 1201, i la successió fou disputada entre el seu fill Bohemon IV i el seu net Ramon Rupen d'Antioquia, fill de Ramon i Alícia.

## Família i fills
Es va casar quatre vegades amb : Orgullosa, Teodora, Sibil·la i Isabel i tingué descendència amb totes.
- Orgullosa de Harim amb qui es va casar vers 1168/1169/1170, morta després del març de 1175, potser divorciats vers 1175:

1. Ramon IV de Trípoli (mort 1199), casat amb Alícia (filla de Rubèn III d'Armènia), que fou el pare de Ramon Rupen d'Antioquia
2. Bohemon IV d'Antioquia (1172–1233) (Bohemon I de Trípoli 1189-1233)

- Teodora Comnena, filla de Joan Comnè Ducas, duc de Xipre, i de Maria Taronita, amb qui es va casar vers 1175/1176/1177, divorciats el 1180:

1. Constança de Poitiers, va morir jove.
2. Felipa de Poitiers, es va casar amb Balduí Patriarca.
3. Manel de Poitiers (1176 – 1211), solter, sense fills

- Sibil·la, amb qui es va casar vers 1180/1181, probablement divorciat vers 1199

1. Alix de Poitiers (morta 1233), casada el 1204 amb Guiu Embriaco, senyor de Gibelet (mort vers 1233)

- Isabel, amb qui es va casar vers 1199:

1. Guillaume de Poitiers, fl. 1194
2. Bohemon de Poitiers, senyor consort de Butron (mort 1244), va casar amb Plivane, l'hereva i senyora de Butron, assumpte tingut (van adoptar el títol de la seva mare de Butron com a cognom):
  1. Joan de Boutron (mort en presó a popa. 18 d'octubre de 1244
  2. Guillaume de Boutron, senyor de Butron, conestable de Jerusalem, va florir vers 1262, es va casar amb Agnès de Sidó-Sagette, filla de Balian de Sidó, van tenir un fill:
    1. Joan de Boutron, senyor de Butron (mort 1277) (1258–1277), es va casar vers 1258 amb Llúcia Embriaco de Giblet, sense descendència.

  3. Jaume de Butron, es va casar amb Clarence Hazart, i va tenir:
    1. Rostany de Butron, senyor de Butron (1282).
    2. Guillem de Boutron.
    3. Alix de Boutron, es va casar amb Guillem de Farabel, senyor de Puy, conestable de Trípoli (1282).
    4. Isabel de Boutron, es va casar a Meillour de Ravendel, senyor de Makaclee.
3. Esquiva de Poitiers, va morir jove.